# الاتحاد العربي للنقل الجوي
الاتحاد العربي للنقل الجوي هو منظمة عربية غير سياسية لا تتوخى الربح، وقد تأسست في عام 1965 بناءً على توصية اللجنة الدائمة للمواصلات التابعة لمجلس جامعة الدول العربية واعتماد وزراء المواصلات العرب إنشاء الاتحاد العربي للنقل الجوي. يقع مقر الاتحاد العربي للنقل الجوي في العاصمة اللبنانية بيروت، ويضمّ حالياً 36 شركة طيران في 19 بلداً عربياً، بحيث توفّر هذه الشركات 3900 رحلة يومية إلى 430 مطاراً في 122 دولة. ويهدف الاتحاد العربي للنقل الجوي إلى تعزيز التعاون ومعايير الجودة والسلامة بين شركات الطيران العربية.

### تاريخ الإتحاد
تأسّس عام 1965 بناءً على توصية اللجنة الدائمة للمواصلات التابعة لمجلس جامعة الدول العربية واعتماد وزراء المواصلات العرب إنشاء الإتحاد العربي للنقل الجوي.

## عمل الإتحاد
يترجم الاتحاد العربي للنقل الجوي رؤيته ورسالته بالعمل من خلال أربع قواعد مختلفة هي: المشاريع المشتركة، التمثيل الخارجي، التوعية والتواصل.
يقوم الاتحاد العربي للنقل الجوي بتوفير إطار جماعي في العديد من المجالات، أهمها: البيئة، شؤون السياسات الجوية، التحول الرقمي، الوقود، وقود الطائرات المستدام، فريق عمل الطوارئ الطبية على متن الطائرة، التعاون في مجال الصيانة والهندسة والتعمير، التوزيع، تخطيط الاستجابة للطوارئ، أمن الطيران، والتدريب من خلال مركز التدريب الإقليمي التابع للاتحاد.

## عضوية الإتحاد
إن العضوية في الاتحاد متوفرة لشركات الطيران العربية التي تشغّل خطوط جوية دولية منتظمة وغير منتظمة، دولية أو محلية، والتي تقدّم رحلات مختلطة أو خدمات الشحن الجوي.

شركات الطيران المشاركة:
تأسّس برنامج شركات الطيران المشاركة ، ويسمح لشركات الطيران غير العربية بالانضمام للإتحاد والاستفادة من المشاريع المشتركة لتحقيق نتائج اقتصادية ملموسة.

الشركاء في الصناعة:
تأسّس برنامج الشركاء في الصناعة في العام 1996، حيث تستفيد الجهات المعنية في صناعة الطيران من نشاطات الاتحاد لتقديم منتجاتهم وخدماتهم والتواصل مع شركات الطيران الأعضاء.

## مركز التدريب الإقليمي
تمّ تأسيس مركز التدريب الإقليمي التابع للإتحاد العربي للنقل الجوي في مدينة عمّان – المملكة الأردنية الهاشمية في عام 1996، وذلك من خلال الدعم المالي من المفوضية الأوروبية ومصنعي الطائرات الرئيسيين "ارباص وبوينغ" والذي جاء دليلاً على الثقة في قدرات الإتحاد العربي للنقل الجوي. في غضون سنوات قليلة، إكتسب مركز التدريب ثقة كثير من شركات الطيران العربية نتيجةً لجودة التدريب العالية وإنخفاض تكلفته. كما تم تدريب أكثر من 35,000 من موظفي شركات الطيران الأعضاء ونتيجةً لازدياد الطلبات على التدريب، تمّ افتتاح فرع آخر لمركز التدريب خلال عام 2009 بمدينة القاهرة – جمهورية مصر العربية لتغطية أكبر قدر من الاحتياجات التدريبية للشركات الأعضاء.
الرؤية والرسالة
- رؤية مركز التدريب الإقليمي هي أن يكون مركزاً رائداً في مجال التدريب والاستشارات للطيران المدني في منطقة الشرق الأوسط وخارجها

- ورسالة مركز التدريب هي توفير دورات تدريبية تتميّز بجودة عالية وتكاليف منخفضة والتي تساعد على رفع أداء رأس المال البشري في المنطقة.

## الجمعية العامّة
الجمعية العامة للإتحاد العربي للنقل الجوي والتي تتألف من الرؤساء التنفيذيين للشركات العربية الأعضاء وهي أعلى سلطة في الاتحاد وتجتمع مرة كل عام لتحديد إستراتيجيات وخطة عمل الإتحاد.
وقد أصبحت تمثل الجمعية العامة الحدث الأبرز في العالم العربي، بالطبع بعد معرض دبي للطيران، حيث تستقطب الجمعية العامة الرؤساء التنفيذيين لـ 35 شركة طيران عضوة، الشركات المشاركة، الشركاء في الصناعة، إضافة إلى عدد كبير من الفعاليات الإقليمية والدولية المعنية بالطيران، والصحافة الدولية والمحلية. يشارك في الجمعية العامة للإتحاد العربي للنقل الجوي ما لا يقل عن 300 مشارك على مدى يومين من التواصل وتبادل الآراء ووجهات النظر حول مواضيع الصناعة الاستراتيجية.

## المنتديات
تهدف منتديات الإتحاد إلى توفير فرصة للتواصل بين شركات الطيران الأعضاء في الإتحاد، الشركات المشاركة، وأبرز موردي الخدمات في صناعة النقل الجوي، من أجل تعزيز قاعدة المعرفة وتحسين التعاون فيما بينها. وفي الوقت نفسه، النظر في جميع الفرص المتاحة والحلول المستقبلية، وإطلاق مشاريع مشتركة حول المنتجات والخدمات التي تهم عدداً من أعضاء الإتحاد.

## نشرات الاتحاد
يعمل الاتحاد بشكل دائم على تعزيز قاعدة معلومات الأعضاء والشركاء وذلك عبر عدد من النشرات العامة والمختصة التي يوزعها الاتحاد على الأعضاء والشركات المُشاركة والشركاء في الصناعة والمنظمات الإقليمية والدولية والهيئات الحكومية وغير الحكومية التي يتعاون معها الاتحاد على مُختلف الصُّعد.
-  التقرير السنوي للاتحاد
يمثل التقرير السنوي للاتحاد الحصاد السنوي لإنجازات الاتحاد في خلال الدورة السابقة، ويستعرض التطورات والتحديات التي تواجه الصناعة وأعمال المجالس التوجيهية وفرق العمل في الاتحاد.
يوزَّع التقرير سنويًا باللغتين العربية والإنكليزية في خلال الجمعيات العامة.
                   ويمكن تحميل نسخة إلكترونية عن هذا التقرير على الموقع الآتي:
                    http://www.aaco.org/Publications
- "AATS" التقرير السنوي لإحصاءات النقل الجوي العربي
تسلّط هذه النشرة السنوية الضوء على أهم التطورات التشغيلية ذات الصلة بعمل شركات الطيران والمطارات العربية، وتتضمن موجزًا عن التطورات في عالم النقل الجوي بشكل عام، وتشمل إحصاءات هامةً عن التوجهات العامة للاقتصاد، مع التركيز بصفة خاصة على المتغيّرات التي تتصل بقطاعات السفر والسياحة في العالم العربي.
توزع هذه النشرة التي تَصدُر باللغة الإنكليزية على أعضاء الاتحاد والشركات المُشاركة والشركاء في الصناعة، وذلك خلال الجمعيات العامة للاتحاد.
-  نشرة "TopView"
نشرة إلكترونية - تَصدُر كل شهرين - موجّهة إلى الرؤساء التنفيذيين لأعضاء الاتحاد وتوجز لهم آخر تطورات الصناعة والأنشطة الرئيسية للاتحاد.
-  نشرة الاتحاد الرسمية "The Nashra"
نشرة الاتحاد الرسمية وتصدر شهريًا باللغة الإنكليزية، ويتم توزيعها إلكترونيًا. تتضمن هذه النشرة استعراضًا شهريًا لوضع الطيران في العالم العربي على المستويين الإقليمي والدولي. أما القضايا الرئيسة التي تغطيها "النشرة" فهي كما يأتي:
-     التطورات الرئيسة في صناعة الطيران العربية على مختلف المستويات.
-     البيانات الإحصائية الشهرية ذات الصلة بالعالم العربي حول حركة المسافرين، وحصص السوق، والسعة المعروضة لشركات الطيران العربية وتلك الأجنبية العاملة في العالم العربي وغيرها.
-     أخبار شركاء الاتحاد في الصناعة، وهي مخصصة لشركائنا الذين يرعون هذه النشرة.
-     أخبار وإحصاءات شركات الطيران المشاركة، وهي مخصصة لشركات الطيران المُشاركة في الاتحاد.
                    ويتم توزيع "النشرة" على شركات الطيران الأعضاء، وعلى المدراء العامين والإدارات العليا في
                    سلطات الطيران المدني في العالم العربي، وكذلك على كافة المنظمات الإقليمية واتحادات النقل الجوي
                    الدولي ووسائل الإعلام في جميع أنحاء العالم، بالإضافة إلى شركاء الإتحاد في الصناعة والشركات
                    المشاركة.
-  نشرة السياسات الجوية
نشرة الشهرية تَصدر باللغة الإنكليزية وتستعرض كافة مستجدات شؤون تنظيم الطيران للشهر السابق. تُوزَّع هذه النشرة إلى المديرين التجاريين وخبراء السياسات الجوية والخبراء القانونيين لشركات الطيران الأعضاء في الاتحاد العربي للنقل الجوي وشركات الطيران الشريكة.
-  نشرة السلامة"Safe and Level"
نشرة شهرية تَصدُر باللغة الإنكليزية وتستعرض التطورات الرئيسة الخاصة بالسلامة والحوادث والتقارير المتعلقة بسلامة وأمن الطيران على المستويين الدولي والإقليمي.
ويقتصر توزيع هذه النشرة على الأعضاء العاملين في المجالات الفنية.
-  النشرة الإلكترونية الأسبوعية
نشرة أسبوعية تتضمن آخر التطورات التي يعرضها الاتحاد يوميًا على الصفحة الرئيسة لموقعه الإلكتروني وتغطي أخبار الأسبوع السابق والدورات التدريبية في مراكز التدريب الإقليمي للاتحاد واجتماعات الاتحاد المقرَّر عقدُها في الفترة المقبلة.
-  نشرة الوقود
نشرة إلكترونية تَصدر مرة كل شهرين وتتضمن أبرز الأحداث والمقالات والمواضيع المتعلقة بصناعة وقود الطائرات من النواحي الفنية والبيئية والتجارية.
-  نشرة وقود الطيران المستدام – النشرة الأسبوعية
نشرة وقود الطيران المستدام الصادرة عن الاتحاد هي نشرة أسبوعية تتضمن آخر التطوّرات بشأن القضايا العالمية المتعلقة بوقود الطيران المستدام.

## أعضاء الاتحاد
- الخطوط الجوية الافريقية
- الخطوط الجوية الجزائرية
- العربية للطيران
- اير كايرو
- بدر للطيران
- مصر للطيران (SA)
- طيران الإمارات
- الاتحاد للطيران
- طيران أديل
- فلاي دبي
- فلاي ايجيبت
- طيران ناس
- طيران الخليج
- الخطوط الجوية العراقية
- الأردنية للطيران
- الخطوط الجوية الكويتية
- الخطوط الجوية الليبية
- الموريتانية للطيران
- طيران الشرق الأوسط (ST)
- نسما للطيران
- النيل للطيران
- الطيران الجديد
- الطيران العماني
- الخطوط الجوية الفلسطينية
- الخطوط الجوية القطرية (تحالف عالم واحد)
- طيران البحر الأحمر
- طيران الرياض
- الخطوط الملكية المغربية
- الملكية الأردنية (تحالف عالم واحد)
- السعودية
- الخطوط الجوية السودانية
- السورية للطيران
- تاركو للطيران
- طيران الطاسيلي
- الخطوط التونسية
- الخطوط الجوية اليمنية

## شركات الطيران المشاركة
- المجموعة الدولية لشركات الطيران
- شركة الطيران الماليزية
- خطوط بيغاسوس
- الخطوط الجوية التركية (SA)

## مكاتب الاتحاد حول العالم
- المقر الرئيسيّ الرئيسي: شارع جورج حداد، الصيفي، وسط بيروت، لبنان
- مركز التدريب الإقليمي - عمّان: 12 شارع عبدلله بن عمر، شميساني، عمان، الأردن
- مركز التدريب الإقليمي - القاهرة: مطار القاهرة الدولي، مركز تدريب مصر للطيران، المبنى «س» الطابق الثالث - القاهرة، مصر

## مشروعات الاتحاد
- أحد أهم المشروعات الطموحة التي يقوم على تنفيذها الاتحاد العربي للنقل الجوي هو تحول جميع أعضائه من التذاكر الورقية إلي التذاكر الإلكترونية وذلك بحلول العام 2007 كميعاد نهائي حدده الاتحاد الدولي للنقل الجوي (إياتا) (IATA)، والاجتماع المزمع انعقادة لبحث تفعيل هذه الخطة من قبل أعضاء الاتحاد سيشكل اختبار عصيب وذلك لأن معظم الأعضاء ليس لديهم خطط لإحلال التذاكر الإلكترونية محل الورقية.
- يعمل الاتحاد على بناء تحالف شركات طيران إقليمي تحت اسم تحالف أرابيسك (Arabesk) يضم كل من مصر للطيران وطيران الخليج والخطوط الجوية اليمنية والطيران العماني وطيران الشرق الأوسط والخطوط الجوية التونسية والملكية الأردنية والخطوط الجوية العربية السعودية.

الاتحاد العربي للنقل الجوي منظمة تتعاون بشكل مكثف مع الاتحاد الدولي للنقل الجوي (إياتا) (IATA) والمنظمة الدولية للطيران المدني (إيكاو) (ICAO).

## روابط خارجية
- الاتحاد العربي للنقل الجوي
- الهيئة العربية للطيران المدني